# فولنوفاخا
فولنوفاخا (Волноваха) هي مدينة في أوبلاست دونيتسك في أوكرانيا.

## أعلام
- سيرخي بولبات